# Calicosama
Calicosama is een geslacht van vlinders uit de familie van de prachtvlinders (Riodinidae), onderfamilie Riodininae.
Calicosama werd in 2001 voor het eerst wetenschappelijk beschreven door Hall & Harvey.

## Soorten
Calicosama omvat de volgende soorten:
- Calicosama lilina (Butler, 1870)
- Calicosama robbinsi Hall, J & Harvey, 2001